# Séta a múltba
A Séta a múltba (A Walk to Remember) egy 2002-ben bemutatott amerikai romantikus film Adam Shankman rendezésében Nicholas Sparks Leghosszabb út című regénye alapján.

## Történet
A film egy menő srác, Landon Carter (Shane West) és a helyi lelkész lánya, Jamie Sullivan (Mandy Moore) csodálatos szerelmét meséli el.
Landon a menő srác, az iskola „arca”, aki príma életét éli. Haverjaival folyamatosan zaklatják a kisebbeket. Amikor viszont egyik fiatalabb iskolatársukra mért tréfa rosszul sül el, és Landont elkapják a rendőrök, büntetésként közösségi feladatok elvégzésére ítélik, fiatal korára való tekintettel. A szombati iskolában kell fiatalokat korrepetálnia, emellett részt kell vennie az iskolai színdarabban, és még pár hasonló – szerinte nem túl menő –  feladatot elvégezni. E feladatok elvégzése közben kerül kapcsolatba az iskola "csodabogarával", Jamie-vel, aki a helyi baptista lelkész egyetlen lánya. Két ellentétes személyiség találkozik, ám az érzések megváltoznak, de a neheze még hátra van…

## Szereplők
| Szerep               | Színész               | Szinkronhang     |
| -------------------- | --------------------- | ---------------- |
| Landon Carter        | Shane West            | Seszták Szabolcs |
| Jamie Sullivan       | Mandy Moore           | Zsigmond Tamara  |
| Sullivan tiszteletes | Peter Coyote          | Tarján Péter     |
| Cynthia Carter       | Daryl Hannah          | Szórádi Erika    |
| Belinda              | Lauren German         | F. Nagy Erika    |
| Dean                 | Clayne Crawford       | Simonyi Balázs   |
| Eric                 | Al Thompson           | Előd Álmos       |
| Tracie               | Paz de la Huerta      | Nádasi Veronika  |
| Walker               | Jonathan Parks Jordan | Molnár Levente   |
| Clay Gephardt        | Matt Lutz             | Harsányi Bence   |
| Mr. Kelly            | David Andrews         |                  |
| Dr. Carter           | David Lee Smith       |                  |
| Luis                 | Xavier Hernandez      |                  |
| Ms. Garber           | Marisa Miller         |                  |
| Sally                | Paula Jones           |                  |
| Eddie Zimmerhoff     | Erik Smith            |                  |

## Díjak, jelölések
- MTV Movie Awards (2002)
  - díj: áttörő női alakítás – Mandy Moore
- Phoenix Film Critics Society Awards (2003)
  - jelölés: legjobb családi film
- Teen Choice Awards (2002)
  - díj: áttörő női alakítás – Mandy Moore
  - díj: Film – Choice Chemistry – Mandy Moore, Shane West
  - jelölés: legjobb női színész – Mandy Moore